# Pisidium hibernicum
Pisidium hibernicum е вид мида от семейство Sphaeriidae.